# Теласій
 Телласій Олібрій (Tellasius Olibrium)(*471—493) — син Одоакра короля Італії. У 490 році оголошений своїм батьком Цезарем. Брав участь у битві на річці Адда проти остготів на чолі із Теодорихом. У 493 році відправлено заручником до табору остготів напередодні перемовин Одоакра і Теодориха. Після вбивства батька відправлено до Галлії. Невдовзі при спробі втекти Теласія було вбито.